# Xevi Sala Puig
Xevi Sala Puig (La Bisbal del Ampurdán, 18 de diciembre de 1965) es un periodista y escritor español en lengua catalana. Trabaja en el diario El Punt desde 1981. Ha dirigido la revista Presència y, actualmente, es director adjunto de El Punt Avui. Obtuvo el Premio Prudenci Bertrana en 2016 con I ens vam menjar el món, una novela sobre las bases estadounidenses en el Ampurdán durante el periodo de la transición democrática. Con anterioridad, en 2014, había ganado el Roc Boronat de novela corta con Esborraràs les teves petjades.

## Obras

### Ficción
- Les causes perdudes (2011)
- En la pell d'un mort (2013)
- Esborraràs les teves petjades (2014) Premi Roc Boronat
- I ens vam menjar el món (2016) Premi Prudenci Bertrana
- No tornaran vius  (2019)
- On hi hagi por (2022)

### No ficción
- A l'altre barri: 25 anys de la Font de la Pólvora, suburbi de Girona (2003)